# Dalbergia humbertii
Dalbergia humbertii là một loài rau đậu thuộc họ Fabaceae.
Loài này chỉ có ở Madagascar.